# Arnold Volmer
Arnold Volmer (* 14. Jahrhundert; † um 1387 in Aachen) war Schöffe und Bürgermeister der Reichsstadt Aachen.

## Leben und Wirken
Arnold Volmer entstammte einer alten Patrizier- und Schöffenfamilie, deren Mitglieder bereits zu Beginn des 14. Jahrhunderts in Aachen öffentliche Ämter bekleideten. Dazu gehörten die Schöffen-Bürgermeister Volmer in St. Jacobstraß und Walter Volmer sowie Konrad Volmer, welcher zwar nicht dem Schöffenstuhl angehörte, aber zum Bürgermeister-Bürgermeister gewählt wurde. Arnolds Schwester Belge war mit dem Bürgermeister Reinhard von Moirke, dem Jüngeren verheiratet. Er selbst war um 1371 als Rentmeister tätig und wurde 1373 zum Christoffel der Albrechtsgrafschaft ernannt und ein Jahr später in das Schöffenkollegium aufgenommen. In den Jahren 1372, 1374 und 1386 wurde Volmer schließlich zum Bürgermeister der Freien Reichsstadt Aachen gewählt.
Nachdem Arnold Volmer bereits 1382 selbst Opfer eines Landfriedensbruchs geworden und zusammen mit Johann von Pont bei Hermann von Randerath vorübergehend in Gefangenschaft geraten war, rückte er 1385 mit den Aachener Schöffen Johann und Heinrich Bertolf, Reinhard von Moirke, Johann und Konrad von Pont und zusammen mit den verbündeten Truppen des Landfriedensbündnisses Maas-Rhein aus, um die Burg Reifferscheid zu belagern. Sie warfen Johann V. von Reifferscheid zahlreiche Raubzüge in der näheren und weiteren Umgebung und Bruch des Landfriedens vor. Die Belagerung selbst blieb anfangs erfolglos und die Allianztruppen rückten nach drei Monaten unverrichteter Dinge wieder ab. Dennoch konnte der Landfriedensbund Johann V. von Reifferscheid zu einem achtjährigen Friedensvertrag verpflichten. Anschließend vertrat Volmer die Stadt Aachen mehrmals als Delegierter bei wichtigen Konsultationen und auf Landtagen.
Arnold Volmer war verheiratet mit Griete Beissel, mit der er zwei Töchter bekam, darunter Nese, die den späteren Bürgermeister Christian van den Canel heiratete. Bereits im Jahr 1372 war Arnold Volmer von Erzbischof Friedrich III. von Saarwerden mit 62 Morgen Land belehnt worden, welches in den Kirchenspielen Euchen und Bardenberg gelegen war.